# بيت بو صالح (مسرحية)
بيت بو صالح هي مسرحية اجتماعية فكاهية كويتية، أنتجها المسرح الجديد عام 1978 وقد قام تلفزيون الكويت بنقلها تلفزيونيًا.

## ملخص المسرحية
أم صالح سيدة متسلطة تتحكم بالبيت وبأبو صالح ولها الكلمة الأولى والأخيرة في البيت ويستمر الحال هكذا حتى يخرج ابن أخ زوجها أحمد من مستشفى الأمراض العقلية، حيث انه عاد لينتقم من زوجة عمه أم صالح لأنها كانت السبب بدخوله المستشفى، وكان قبل ذلك قد عانى كثيراً من ظلمها وتسلطها. وقد استمر في ادعاء الجنون ليكشف الكثير من الاسرار التي تحدث في البيت لعمه مما جعله يستعيد السيطرة على البيت لكن بعد أن كانت ابنته هدى تضيع مع شاب.

### تمثيل
| الممثل                | الدور                          |
| --------------------- | ------------------------------ |
| غانم الصالح           | أحمد.. مدعي المجنون            |
| خالد النفيسي          | أبو صالح                       |
| عبد العزيز النمش      | ام صالح                        |
| علي البريكي           | صالح                           |
| أحلام مبارك           | أبنة أبو صالح اليتيمة          |
| هدى حمادة             | هدى.. ابنة أبو صالح من أم صالح |
| لمياء حمادة           | منى.. زوجة صالح                |
| كاظم القلاف           | الدكتور النفساني               |
| مسافر عبد الكريم      | صديق ابنة أبو صالح             |
| علي بحسون             | بائع الملابس                   |
| أم رياض               | صديقة أم صالح في السوق         |
| عبد الجبار عبد المجيد | شرطي                           |
| محمد حجي              | شرطي                           |

### تأليف
غانم الصالح

### الإخراج المسرحي والتلفزيوني
حسين الصالح